# Wist odmienny
Wist odmienny – system wistowy w brydżu, bardzo popularny w Polsce. Niektóre pary stosują go tylko na pierwszym wiście a niektóre przez cały czas trwania rozdania. Oto jego zasady:
- z sekwensu zawsze wistujemy kartą najstarszą, chyba że nasze figury są secowe (tzn. mamy tylko dwie karty w danym kolorze i jest to sekwens - wtedy wistujemy figurą młodszą) albo chcemy poprosić partnera o odblokowanie (wtedy też wistujemy kartą młodszą),
- z blotek wistujemy kartą drugą od góry,
- z drugiego honoru wistujemy honorem,
- spod trzeciego honoru wistujemy środkową kartą (nawet gdy również jest ona honorem),
- spod czwartej lub dłuższej figury wistujemy czwartą najstarszą kartą (czwarta najlepsza),
- spod czwartej lub dłuższej dziesiątki postępujemy tak, jak przy wiście z blotek, czyli wychodzimy drugą kartą od góry.